# Estevanico
Estevanico (* um 1500 in Azemmour, Marokko; † 1539) war ein Maure aus Nordafrika, der im 16. Jahrhundert von den Spaniern gefangen genommen und versklavt wurde. Sein Herr war Andrés Dorantes de Carranza. Gemeinsam überlebten die beiden die gescheiterte Narváez-Expedition von Kuba nach Florida im Jahre 1528.
Er gilt als der erste Afrikaner sowie der erste Muslim, der den amerikanischen Kontinent betreten hat.

## Leben

### Durchquerung von Amerika
Schiffbrüchig geworden, strandeten sie mit vielen anderen Mitgliedern der Expedition auf der „Insel des schlechten Schicksals“ (Galveston, Texas). Als einzige Überlebende wanderten Estevanico, Andrés Dorantes de Carranza, Álvar Núñez Cabeza de Vaca und Alonso del Castillo Maldonado quer durch den nordamerikanischen Kontinent. Dabei wurde Estevanico von seinen Zeitgenossen als eine Art „Galionsfigur“ beschrieben, da er oftmals den ersten Kontakt mit der indianischen Bevölkerung herstellte. Die Männer benötigten acht Jahre für die gesamte Strecke und erduldeten auf ihrem Weg große Entbehrungen.

### Kundschafter
Erst im Jahre 1536 kehrten sie nach Mexiko zurück. Dort wurde Estevanico von seinem Herrn an den Vizekönig Antonio de Mendoza verkauft. Er sollte dem Pater Marcos de Niza auf seinem Weg in den Norden als Führer dienen. Marcos de Niza hatte den Auftrag, das nördliche Handelszentrum zu finden, von dem Álvar Núñez Cabeza de Vaca berichtet hatte. Nördlich von Culiacan schickte Marcos de Niza den Sklaven Estevanico ein paar Tagesmärsche voraus. Er sollte den Weg erkunden und durch indianische Boten Nachrichten an ihn überbringen. Schon ein paar Wochen später drangen Estevanico Schilderungen von den Sieben Städten von Cibola zu Ohren. Er schickte einen indianischen Läufer zu Marcos de Niza und übermittelte diesem pflichtschuldig die Botschaft. Doch auf den Pater warten wollte er nicht. Er missachtete dessen Befehl und ging weiter, um die sagenhaften Städte als erster zu entdecken.

### Tod
Pater Marcos de Niza versuchte ihn einzuholen. Doch kurz vor Cibola kamen ihm die indianischen Begleiter Estevanicos entgegen. Sie berichteten, der Maure sei von den Einheimischen getötet worden. Der Kazike habe ihm den Zutritt in die Stadt verweigert, doch Estevanico, auf seine langjährigen Erfahrungen im Umgang mit den Indianern vertrauend, sei lachend auf sie zugegangen. Da sei es zu einem Kampf gekommen, bei dem der Maure getötet worden sei, so die Indianer.
Marcos de Niza ging daraufhin weiter bis zu einem Plateau, von dem aus er die Stadt in der Ferne sehen konnte. Noch dichter heran getraute er sich allerdings nicht und trat den Rückweg an. Seine Schilderungen lösten kurz darauf den Feldzug unter Coronado gegen die Pueblo-Indianer aus.
Folgt man den Berichten seiner Zeitgenossen, muss Estevanico ein bemerkenswerter und außergewöhnlich kommunikativer Mensch gewesen sein. So soll er nur wenige Wochen gebraucht haben, um sich die einzelnen der vielen Indianersprachen anzueignen. Auch hätten es ihm die indianischen Frauen ganz besonders angetan. Von den Stämmen der Ureinwohner selbst sei er wegen seiner medizinischen Kenntnisse hoch geschätzt worden.

## Film
- Die Abenteuer des Cabeza de Vaca. Spanisch-Mexikanischer Film 1990, Regie: Nicolás Echevarría.